# Эндес, Кит
Кит Э́ндес (англ. Keith Andes; 12 июля 1920, Ошен-Сити, Нью-Джерси — 11 ноября 2005, Санта-Кларита, Калифорния) — американский актёр радио, театра, кино и телевидения, певец.

## Биография
Джон Чарльз Эндес (настоящее имя актёра) родился 12 июля 1920 года в городе Ошен-Сити, штат Нью-Джерси. В 12 лет впервые выступил по радио. Учился в высшей школе англ. Upper Darby High School, затем в Оксфордском университете, окончил Университет Темпл и Филадельфийскую музыкальную консерваторию (ныне Филадельфийский университет искусств).
В начале 1940-х годов начал играть на Бродвее, обладая мягким баритоном, пел в опереттах, впервые на широком экране появился в 1944 году в фильме «Крылатая победа», но в титрах указан там не был, затем с 1947 года стал сниматься регулярно; впервые на телеэкранах появился в 1955 году.
Некоторую роль в успешном старте кино-карьеры Эндеса сыграло то, что он был внешне похож на известного актёра Скипа Хомейера (1930—2017).
С 1948 по 1961 год был женат на Джин Элис Коттон (развод, двое сыновей: Марк Эндес, род. 1948, музыкант; и Мэтт Эндес), затем — на Шеле Хэкетт (развод, детей нет).
Свою карьеру Кит Эндес закончил в 1980 году в связи с проблемами со здоровьем: у него был диагностирован рак мочевого пузыря и ряд сопутствующих болезней. В связи с этим 11 ноября 2005 года актёр «совершил самоубийство путём асфиксии», согласно англ. Los Angeles County Department of Medical Examiner-Coroner.

## Избранные работы

### Театр, опера
- Дикая кошка[англ.]
- Крылатая победа[англ.]
- Шоколадный солдат[англ.]
- Целуй меня, Кэт[4]

За 33 года своей кино-карьеры Кит Эндес снялся в 68 фильмах и сериалах.

### Широкий экран

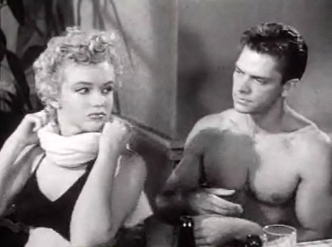
С Мэрилин Монро в фильме «Стычка в ночи»

- 1944 — Крылатая победа[англ.] / Winged Victory — лётчик (в титрах не указан)
- 1947 — Дочь фермера[англ.] / The Farmer’s Daughter — Свен Холстром
- 1952 — Стычка в ночи / Clash by Night — Джо Дойл
- 1952 — Пират Чёрная Борода / Blackbeard the Pirate — Роберт Мэйнард
- 1953 — Доля секунды / Split Second — Ларри Флеминг
- 1954 — Жизнь на кону[англ.] / A Life at Stake — Эдвард Шоу
- 1956 — Очистить территорию / Away All Boats — доктор Белл
- 1956 — Из вечности / Back from Eternity — Джо Брукс
- 1956 — Столпы небес[англ.] / Pillars of the Sky — капитан Том Гэкстон
- 1970 — Тора! Тора! Тора! / Tora! Tora! Tora! — генерал Джордж Маршалл
- 1979 — Правосудие для всех / …And Justice for All — Мэрвин Бэйтс

### Телевидение
- 1963 — Глинис[англ.] / Glynis — Кит Грэнвилл (в 13 эпизодах)
- 1963, 1964 — Перри Мейсон / Perry Mason — разные роли (в 2 эпизодах)
- 1963—1965 — Шоу Люси / The Lucy Show — разные роли (в 3 эпизодах)
- 1967 — Я, шпион[англ.] / I Spy — разные роли (в 3 эпизодах)
- 1972, 1973, 1975 — Детектив Кэннон[англ.] / Cannon — разные роли (в 4 эпизодах)